# 聖安東尼奧縣

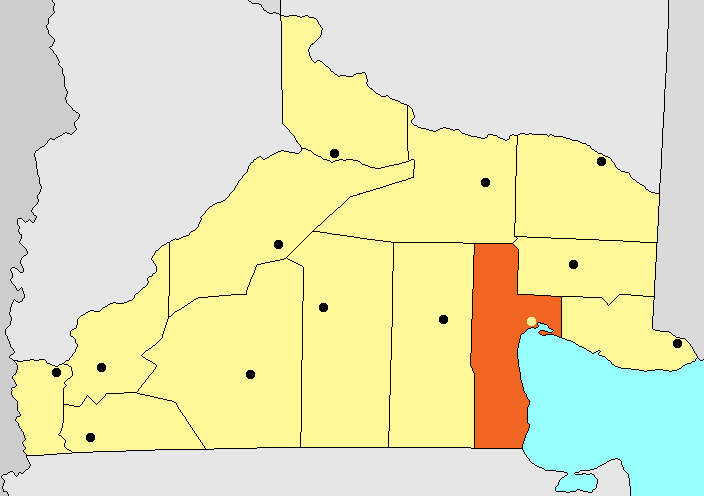

40°43′48″S 64°56′20″W / 40.73000°S 64.93889°W
聖安東尼奧縣（西班牙語：Departamento San Antonio），是阿根廷的縣份，位於該國中部內格羅河省，首府是西聖安東尼奧，面積14,015平方公里，2010年人口29,284，人口密度每平方公里2.08人。